# Dennis the Menace (fumetto britannico)
Dennis the Menace è una serie a fumetti creata dal britannico David Law nel 1951. Una serie omonima venne creata indipendentemente lo stesso anno negli Stati Uniti d'America da Hank Ketcham. Ha avuto due trasposizioni televisive a cartoni animati, nel 1996 e nel 2009. Il personaggio è molto noto in patria.

## Storia editoriale
David Law lavorava per l'editore scozzese D.C.Thomson dal 1945, realizzando serie di vignette per pubblicazioni locali; una di queste serie, The Wee Fella, si sarebbe poi evoluta divenendo Dennis the Menace. Nella metà degli anni cinquanta, Law incominciò a disegnare le strisce a fumetti della serie Dennis the Menace per i settimanali Weekly News e Beano.
Il personaggio venne ideato nel 1950 da un gruppo creativo della rivista The Beano guidato da George Moonie il quale guardava con interesse alle nuove serie a fumetti che venivano prodotte nel Regno Unito su ispirazione di quelle americane. In particolare Moonie era a conoscenza che uno degli artisti che lavoravano per la rivista Beano edita dalla D.C. Thompson, Davey Law, stava producendo una striscia a fumetti in stile americano, The Wee Fella, incentrata su un bambino che però lui riteneva essere troppo giovane per i lettori della rivista e così un giorno discusse con Law di un nuovo personaggio che aveva in mente senza però che i due riuscissero a concretizzare il progetto; i due si rividero dopo il lavoro in un pub dove, Ian "Chiz" Chisholm, uno dei redattori di The Beano, abbozzo su un pacchetto di sigarette un personaggio che poi venne ripreso da Law. Il nome venne ideato da Moonie che era stato ispirato da una canzone che, in una strofa, riportava «I’m Dennis the menace from Venice».
La serie esordì sulla rivista Beano n. 452 pubblicata il 12 marzo 1951 ma datato 15 marzo, lo stesso giorno della serie omonima americana, ma non ci furono da nessuna delle due parti accuse di plagio in quanto i due personaggi, nome a parte, sono molto diversi fra loro e i due autori si riconobbero reciprocamente la buona fede e il diritto di impiegare la stessa denominazione per il loro personaggio. La serie venne realizzata da Law per oltre mille episodi pubblicati settimanalmente per quasi due decenni fino al 1970 quando l'autore decise di ritirarsi, venendo pubblicata anche su altre testate dello stesso editore come The Beezer, The Topper.

## Personaggi
Il protagonista è un ragazzino turbolento, un vero e proprio bullo, sempre vestito con una maglia a righe rosse e nere e capelli spettinati, con in mano una cerbottana o una pistola ad acqua sempre in cerca di guai al quale piace prendersela in particolar modo con il suo vicino, Softy Walter. Le sue imprese finivano generalmente con punizioni corporali. Al protagonista col tempo vennero affiancati nuovi personaggi: nel 1968 un cane di nome Gnasher con caratteristiche che lo facevano assomigliare a Dennis; nel 1979 venne aggiunto un maiale di nome Rasher e nel 1998 da una sorellina di nome Bea.

## Premi e riconoscimenti
Mostra a Londra per i 65 anni del personaggio.

## Altri media
Televisione
- Si salvi chi può! Arriva Dennis (Dennis and Gnasher) - serie televisiva animata (1996);
- Dennis the Menace - serie televisiva animata (2009).[4]